# Ouatier

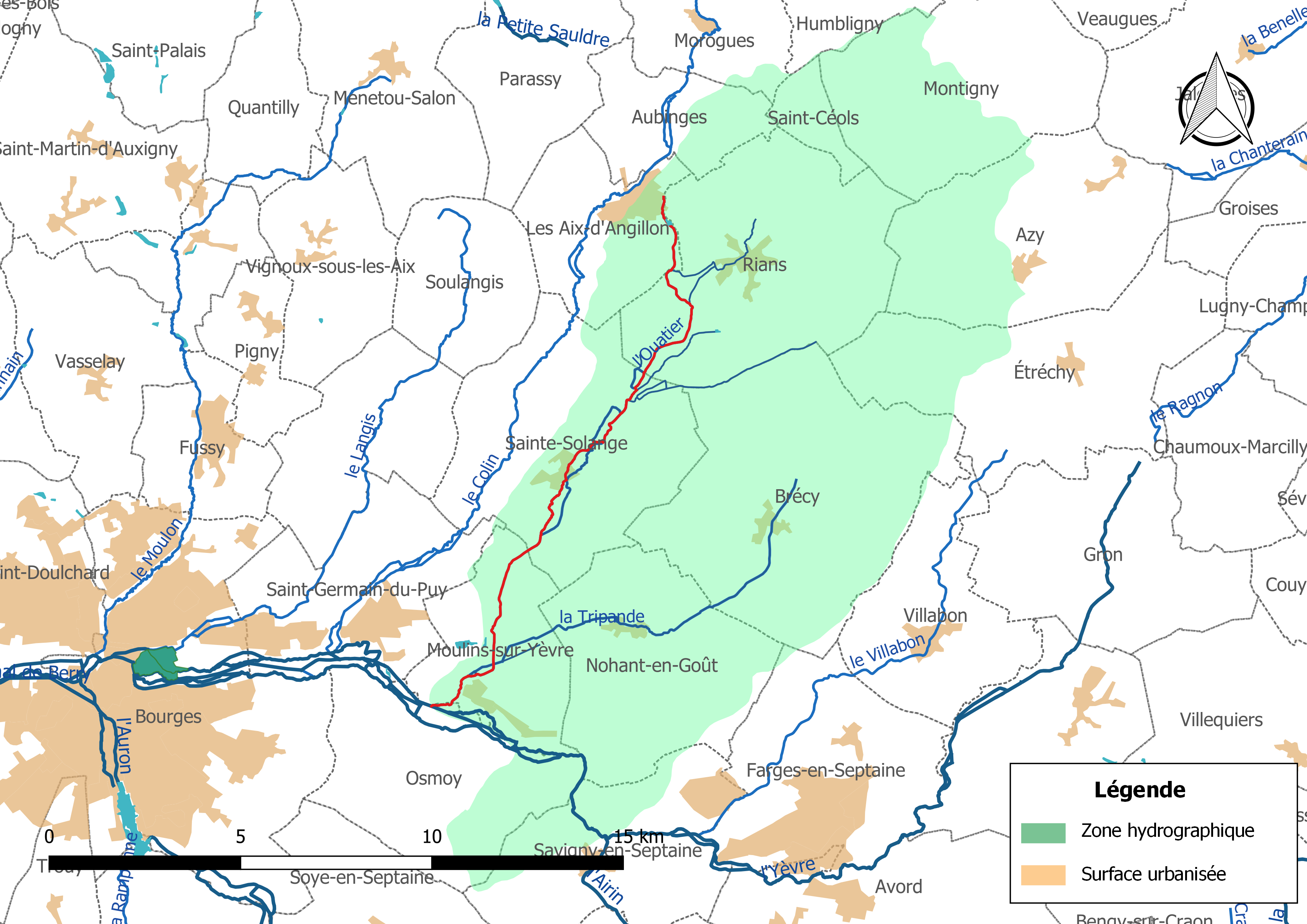
Carte du bassin.

L'Ouatier est une rivière du département du Cher, dans la région Centre-Val de Loire et est un affluent de l’Yèvre dans le bassin du Cher.

## Géographie
L'Ouatier prend sa source à Rians au lieu-dit « La Douée », passe à côté des Aix-d'Angillon, traverse Sainte-Solange et Maubranche et se jette à Moulins-sur-Yèvre dans l'Yèvre.
La rivière, longue de 18 km, coule entièrement dans le département du Cher.

## Communes traversées
Rians, Sainte-Solange, Moulins-sur-Yèvre.